# 户外新媒体
户外新媒体，指在户外，人们一般能直接看到的新媒体，主要形式有LED彩色显示屏、视频、移动电视等。主要依附于交通工具相应的辅助场所。现在某些建筑物、商场上也有硕大的显示屏，不同于传统的户外媒体，比如车体广告、广告牌等。户外新媒体的内容主要是广告。
户外新媒体发展十分迅速，增长率也十分可观。在大城市，户外传统媒体逐渐被户外新媒体所取代。发达国家的户外新媒体发展尤其迅速，几乎成为一种趋势。
- 户外新媒体将进入互动时代 （页面存档备份，存于）